# Micaela Diamond
Pour les articles homonymes, voir Diamond.
Micaela Diamond est une actrice et chanteuse américaine. Elle fait ses débuts à Broadway dans le rôle de Babe dans The Cher Show (2018-2019). Elle joue dans la reprise à Broadway de la comédie musicale Parade, acclamée par la critique, dans le rôle de Lucille Frank, une performance pour laquelle elle a été nommée pour le Tony Award 2023 de la meilleure actrice dans une comédie musicale,.

## Biographie
Micaela Diamond est née à Margate City, New Jersey. À l'âge de 11 ans, elle déménage à New York avec sa mère, Karen Diamond, pour poursuivre une carrière dans les arts du spectacle. Là, Diamond fréquente la Fiorello H. LaGuardia High School of Music & Art and Performing Arts.
En 2017, Diamond est acceptée dans le programme de théâtre musical de l'Université Carnegie-Mellon. Lors d'une production de lycée, Gypsy, dans laquelle elle joue Louise, un agent a vu sa performance et l'a signée. Elle a joué la plus jeune version de Cher dans The Cher Show.
Diamond fait ses débuts professionnels dans l'émission télévisée musicale spéciale Jesus Christ Superstar Live in Concert sur NBC en tant que membre vedette de l'ensemble. Elle était également la doublure du rôle de Marie Madeleine tenu par Sara Bareilles.
Elle est à l'origine du rôle de Babe, la plus jeune version de Cher âgée de 7 à 19 ans dans The Cher Show,. Avec Jarrod Spector, Teal Wicks et Stephanie J. Block, elle apparaît également sur l'album de la comédie musicale. Le 9 juin 2019, Diamond a été nommée lauréate des Theatre World Awards 2019 pour son rôle de Babe dans The Cher Show,. Diamond est nommée pour la meilleure performance Broadway de la décennie au BroadwayWorld Theatre Fans' Choice Award pour sa performance dans The Cher Show'
En 2019, Diamond créée les rôles de Lindy et Dorothy lors de la première mondiale de A Play Is a Poem d'Ethan Coen au Mark Taper Forum de Los Angeles. La pièce s'est déroulée du 11 septembre au 13 octobre 2019 et devait commencer ses représentations Off-Broadway à l'Atlantic Stage 2 de l'Atlantic Theater Company à New York à partir du 14 mai 2020, mais a été reportée en raison de la Pandémie de covid-19.
Diamond est également à l'origine des rôles de Young Tori et Amelia dans la première production mondiale de Row du Williamstown Theatre Festival, qui a débuté le 17 juillet 2021.
Le 17 mai 2022, il a été annoncé que Diamond jouerait Lucille Frank aux côtés de Ben Platt dans le rôle de Leo Frank dans la production de présentation de gala du New York City Center de Parade,. À la suite de leur tournée à guichets fermés au New York City Center, un transfert limité à Broadway a été annoncé le 10 janvier 2023, Diamond et Platt poursuivant leurs rôles de Lucille et Leo Frank. La reprise a commencé les avant-premières le 21 février 2023 et s'est ouverte le 16 mars 2023 au Bernard B. Jacobs Theatre, et s'est terminée le 6 août 2023.

## Théâtre
| Année   | Titre                           | Rôle              | Théâtre                    | Ref.   |
| ------- | ------------------------------- | ----------------- | -------------------------- | ------ |
| 2018    | The Cher Show                   | Babe              | Oriental Theatre           | [ 19 ] |
| 2018    | Parade (workshop)               | Lucille Frank     | Roundabout Theatre Company | [ 20 ] |
| 2018–19 | The Cher Show                   | Babe              | Neil Simon Theatre         | ,      |
| 2019    | Dogfight (concert anniversaire) | Rose              | Second Stage Theatre       | [ 23 ] |
| 2019    | A Play Is A Poem                | Lindy/Dorothy     | Mark Taper Forum           | [ 24 ] |
| 2020    | Disenchanted (live stream)      |                   | Art Lab Productions        | ,      |
| 2021    | Row                             | Young Tori/Amelia | Clark Art Institute        | [ 27 ] |
| 2022    | Parade                          | Lucille Frank     | New York City Center       | [ 16 ] |
| 2023    | Parade                          | Lucille Frank     | Bernard B. Jacobs Theatre  | [ 18 ] |
| 2023    | Here We Are                     | Fritz             | The Shed                   | [ 28 ] |

## Filmographie
| Année | Titre              | Rôle            | Ref.   |
| ----- | ------------------ | --------------- | ------ |
| 2014  | Imbalance          | Featured Dancer | [ 29 ] |
| 2021  | tick, tick...BOOM! | Peggy           |        |

## Télévision
| Année   | Titre                                  | Rôle                           | Notes                                      | Ref.   |
| ------- | -------------------------------------- | ------------------------------ | ------------------------------------------ | ------ |
| 2018    | Jesus Christ Superstar Live in Concert | Ensemble (u/s Marie Madeleine) | Television special                         | [ 30 ] |
| 2019    | The Tonight Show Starring Jimmy Fallon | Elle-même                      | Episode: "Cher"                            | [ 31 ] |
| 2019    | 73e cérémonie des Tony Awards          | Artiste                        | Cérémonie                                  | ,      |
| 2019–23 | Today                                  | Artiste invité                 | 3 épisodes                                 | ,      |
| 2022    | The Gilded Age                         | Shop Assistant                 | épisode: "La Fortune sourit aux audacieux" |        |
| 2023    | Up Here                                | Girl from Anthro               | 2 épisodes                                 |        |

## Récompenses et nominations
| Année | Récompense                                | Catégorie                                        | Œuvre         | Résultat   | Ref.   |
| ----- | ----------------------------------------- | ------------------------------------------------ | ------------- | ---------- | ------ |
| 2019  | Theatre World Awards                      | Outstanding Debut Performance                    | The Cher Show | Honoree    | [ 36 ] |
| 2020  | Broadway World Theatre Fans' Choice Award | Best Breakout Broadway Performance Of The Decade | The Cher Show | Nomination | ,      |
| 2023  | Tony Awards                               | Best Actress in a Musical                        | Parade        | Nomination |        |
| 2023  | Drama Desk Awards                         | Outstanding Lead Performance in a Musical        | Parade        | Nomination |        |
| 2023  | Drama League Awards                       | Distinguished Performance                        | Parade        | Nomination |        |
| 2023  | Outer Critics Circle Awards               | Outstanding Lead Performer in a Broadway Musical | Parade        | Nomination |        |
| 2024  | Grammy Awards                             | Best Musical Theater Album                       | Parade        | Nomination |        |